# Шаннань
Шанна́нь (кит. упр. 商南, пиньинь Shāngnán) — уезд городского округа Шанло провинции Шэньси (КНР). Название означает «юг Шан»; уезд назван так потому, что был расположен в южной части существовавшей в средние века области Шанчжоу.

## История
Начиная с империи Цинь эти места входили в состав уезда Шансянь (商县). При империи Северная Вэй в 500 году юго-восточная часть уезда Шансянь была выделена в уезд Наньшан (南商县). При империи Суй уезд Наньшан был присоединён к уезду Шанло (上洛县).
При империи Мин в 1477 году был создан уезд Шаннань.
Во время гражданской войны эти места перешли под контроль коммунистов в мае 1949 года. В 1950 году был создан Специальный район Шанло (商雒专区), и уезд вошёл в его состав. В 1964 году в рамках национальной программы по упрощению иероглифов иероглиф 雒 из названия специального района был заменён на 洛. В 1969 году Специальный район Шанло был переименован в Округ Шанло (商洛地区).
В 2002 году постановлением Госсовета КНР были расформированы округ Шанло и городской уезд Шанчжоу, и образован городской округ Шанло.

## Административное деление
Район делится на 1 уличный комитет и 9 посёлков.